# گویم (زاقاتالا)
گویم (به لاتین: Göyəm، به آواری: Кукам) یک منطقه مسکونی در جمهوری آذربایجان است که در شهرستان زاقاتالا واقع شده است. گویم ۴۱۵۵ نفر جمعیت دارد.